# Samsung Galaxy Note series
Dòng Samsung Galaxy Note là một loạt phablet đã ngừng sản xuất chạy Android được phát triển và tiếp thị bởi Samsung Electronics. Dòng này chủ yếu hướng đến điện toán bút; tất cả các mẫu Galaxy Note đều được trang bị bút cảm ứng và tích hợp bộ số hóa Wacom nhạy áp lực. Tất cả các mẫu Galaxy Note cũng bao gồm các tính năng phần mềm được định hướng theo bút cảm ứng và màn hình lớn của thiết bị, chẳng hạn như ứng dụng ghi chú và album kỹ thuật số và đa nhiệm chia màn hình.
Điện thoại thông minh Galaxy Note đã được coi là ví dụ thành công về mặt thương mại đầu tiên của lớp "phablet" điện thoại thông minh với màn hình lớn được thiết kế để gắn kết chức năng của máy tính bảng truyền thống với điện thoại. Samsung đã bán được hơn 50 triệu thiết bị Galaxy Note trong khoảng thời gian từ tháng 9 năm 2011 đến tháng 10 năm 2013. 10 triệu chiếc Galaxy Note 3 đã được bán trong vòng 2 tháng đầu tiên, 30 triệu chiếc của Note II, trong khi Galaxy Note ban đầu bán được khoảng 10 triệu chiếc trên toàn thế giới.

## Thiết bị

#### Galaxy Note
Samsung đã công bố thế hệ Galaxy Note đầu tiên tại IFA Berlin vào năm 2011. Trong khi một số phương tiện truyền thông đặt câu hỏi về khả năng tồn tại của thiết bị do màn hình 5,3 inch của nó (lúc đó, được coi là cực lớn đối với điện thoại), Note đã nhận được sự đón nhận tích cực cho chức năng bút stylus, tốc độ của bộ xử lý lõi kép 1,4 GHz và lợi thế của kích thước màn hình lớn như vậy. Galaxy Note là một thành công thương mại: phát hành tháng 10 năm 2011, Samsung đã công bố vào tháng 12 năm 2011, rằng Galaxy Note đã bán được 1 triệu chiếc trong hai tháng. Vào tháng 2 năm 2012, Samsung đã ra mắt phiên bản Note có hỗ trợ LTE và đến tháng 8 năm 2012, Note đã bán được 10 triệu chiếc trên toàn thế giới.

#### Galaxy Note II
Vào ngày 29 tháng 8 năm 2012, tại IFA Berlin, Samsung đã tiết lộ một sản phẩm kế nhiệm cho Galaxy Note, Galaxy Note II. Model mới, được phát hành vào tháng 9 năm 2012, có các cải tiến về phần cứng của Note ban đầu (với bộ xử lý lõi tứ và màn hình lớn hơn 5,5 inch (140 mm), bút stylus đã được sửa đổi và số hóa nâng cấp với độ nhạy áp lực 1.024 cho bút chính xác hơn đầu vào, một thiết kế phần cứng mới dựa trên Galaxy S III), cùng với các tính năng mới như cử chỉ bút, đa nhiệm chia màn hình, Air View (cho phép xem trước nội dung bằng cách di chuyển bút lên trên màn hình), và các tính năng mới khác cũng được giới thiệu bởi S III.

#### Galaxy Note3
Vào ngày 4 tháng 9 năm 2013, Samsung đã tiết lộ Galaxy Note 3, giới thiệu một thiết kế "cao cấp" hơn với mặt lưng bằng nhựa, màn hình 1080p 5,7 inch (145 mm), quay video 4K lên đến 5 phút, đầu nối USB 3.0, và mở rộng chức năng bút stylus. Mặc dù có tiền thân, nó không có đài FM.

#### Galaxy Note3 Neo
Vào tháng 1 năm 2014, Samsung lần đầu tiên phát hành phiên bản "hạ cấp" của Note 3, Galaxy Note 3 Neo. Máy có bút stylus S-Pen, camera 8 MP, màn hình Super AMOLED HD 720p 5,5 ", dung lượng lưu trữ 16 GB, RAM 2 GB cũng như tất cả các tính năng phần mềm của Note 3. Lần đầu tiên, nó có Samsung Exynos Hexa 5260 Bộ xử lý (6 lõi) với CPU Cortex A7 lõi tứ 1,3 GHz và CPU Cortex A15 lõi kép 1,7 GHz có hỗ trợ HMP và GPU Mali-T624.

#### Galaxy Note4
Vào ngày 3 tháng 9 năm 2014, tại IFA Berlin, Samsung đã tiết lộ một người kế nhiệm cho Galaxy Note 3, Galaxy Note 4. Mẫu máy mới, được phát hành vào tháng 10 năm 2014, đã giới thiệu một thiết kế mới với mặt sau bằng nhựa và khung kim loại, 5,7- Màn hình QHD inch (145 mm), camera 16 MP với OIS, bút S-Pen cải tiến, bộ số hóa nâng cấp với độ nhạy áp lực 2.048 và chức năng mở rộng, máy quét dấu vân tay và các tính năng khác được lấy từ Galaxy S5..

#### Galaxy Note Edge
Bên cạnh Galaxy Note 4, Samsung cũng tiết lộ Galaxy Note Edge, có màn hình với phần cong bao quanh viền phải của thiết bị. Vùng cong có thể được sử dụng làm thanh bên để hiển thị các thông tin và thông tin đánh dấu, phím tắt ứng dụng và các công cụ khác.

#### Galaxy Note5
Galaxy Note 5 được công bố vào ngày 13 tháng 8 năm 2015. Nó dựa trên các thông số kỹ thuật và thiết kế phần cứng của Galaxy S6, bao gồm khung kim loại và mặt lưng bằng kính, màn hình 5,7 inch 1440p, chip hệ thống Exynos 7 Octa 7420, cũng như một khe cắm bút lò xo mới. Cũng như S6 và không giống như các mẫu Note trước đây, Note 5 không cung cấp pin có thể thay thế cho người dùng hoặc bộ nhớ mở rộng. Tính năng "Ghi nhớ tắt màn hình" mới cho phép điện thoại được đánh thức trực tiếp vào màn hình ghi chú khi bút stylus bị xóa và ứng dụng camera cho phép phát trực tiếp công khai và riêng tư trực tiếp lên YouTube.

#### Galaxy Note7
Galaxy Note 7 đã được công bố trong một sự kiện báo chí ở thành phố New York vào ngày 2 tháng 8 năm 2016. Nó chủ yếu dựa trên phần cứng của Galaxy S7, kế thừa bộ xử lý, camera và phục hồi khả năng chống nước IP68 và lưu trữ mở rộng. Đây cũng là thiết bị đầu tiên của Samsung có đầu nối USB-C. Màn hình của Galaxy Note 7 được uốn cong ở hai bên của thiết bị và bút stylus có độ nhạy áp lực cao hơn và đầu nhọn hơn. Samsung đặt thương hiệu cho thiết bị là Note 7 thay vì Note 6 để đồng bộ hóa thương hiệu của mình với dòng Samsung Galaxy S7 hàng đầu.Galaxy Note 7 đã bị ảnh hưởng bởi các vấn đề sản xuất lặp đi lặp lại với pin bên trong của chúng, dẫn đến các sự cố trong đó chúng bị quá nóng và cháy. Sau khi các mẫu thay thế gặp sự cố tương tự, Note 7 đã chính thức ngừng sản xuất vào ngày 11 tháng 10 năm 2016 và gần như tất cả các thiết bị đã bị thu hồi trên toàn cầu do vụ nổ.

#### Galaxy Note Fan Edition
Sau khi thu hồi Samsung Galaxy Note 7, Samsung đã quyết định phát hành Note Fan Edition (FE) vì Note 7 mới được phát hành tại một số quốc gia được chọn vào ngày 7 tháng 7 năm 2017. Nó đi kèm với pin nhỏ hơn so với Note 7 vì lý do an toàn.Những thay đổi được cải thiện của Galaxy Note Fan Edition bao gồm Android Nougat với Giao diện người dùng Samsung Experience 8.1, trợ lý ảo Bixby (không bao gồm Thoại), dấu "Phiên bản dành cho Fan" ở mặt sau và vỏ Clear View Cover.

#### Galaxy Note8
Samsung Galaxy Note 8 đã được công bố vào ngày 23 tháng 8 năm 2017 tại một sự kiện Samsung Unpacked. Máy có màn hình vô cực Super AMOLED 6,3 "1440p, bộ xử lý Snapdragon 835 / Exynos 8895 (tùy theo vị trí), máy quét mống mắt, chống bụi và nước IP68, thiết lập máy ảnh ống kính kép mới với ống kính tele và hỗ trợ Samsung DeX.

#### Galaxy Note9
Vào ngày 27 tháng 6 năm 2018, Samsung đã gửi thư mời cho sự kiện "Unpacked" tiếp theo, hiển thị hình ảnh S Pen màu vàng. Nó được công bố vào ngày 9 tháng 8 năm 2018 và có sẵn bắt đầu từ ngày 24 tháng 8 năm 2018. Note 9 bao gồm bản cập nhật cho Bixby. Bixby sẽ tự động xử lý lệnh của người dùng. Note 9 được kết nối với ứng dụng SmartThings và nó bao gồm các tính năng như tự động chuyển đổi âm thanh giữa các thiết bị thông minh khác nhau. Bút S Pen mới được giới thiệu là bật Bluetooth. Người dùng có thể điều khiển máy ảnh, video YouTube và trình chiếu từ xa. Note 9 đã được Ủy ban Truyền thông Liên bang chấp nhận và nó có bộ xử lý Snapdragon 845 hoặc Exynos 9810, RAM 6 GB cho biến thể 128 GB và RAM 8 GB cho biến thể 512 GB, pin 4000 mAh. Note 9 sử dụng phần cứng camera tương tự như trên Samsung Galaxy S9 Plus, với thiết lập camera kép, cảm biến góc rộng 12MP với khẩu độ kép f / 1.5 và f / 2.4 và cảm biến tele 12MP với khẩu độ f / 2.4 cho Bokeh hiệu ứng ở phía sau. Nó cũng có một camera phía trước 8MP. Note 9 được trang bị phần mềm AI giúp cải thiện trải nghiệm chụp ảnh.

#### Galaxy Note10 | Note10+ (LTE | 5G)
Vào ngày 7 tháng 8 năm 2019 (tức ngày 8 tháng 8 theo giờ Việt Nam). Bộ đôi Galaxy Note10 và Note10+ được ra mắt. Cả hai sở hữu màn hình Dynamic AMOLED cùng ngôn ngữ thiết kế Infinity-O với kích thước 6.3 inch (2280x1080 pixel) cho Note10 và 6.8 inch (3040x1440 pixel) cho Note10+. Galaxy Note10 có 8GB RAM cùng với 256GB ROM và Note10+ có 12GB RAM cùng với 256GB/512GB ROM. Cả hai sử dụng SoC Exynos 9825 (tại thị trường Việt Nam và châu Âu), Snapdragon 855 (tại thị trường Mỹ, Hồng Kông và Trung Quốc); camera selfie 10MP f/2.2 và camera 12MP+12MP+16MP khẩu độ kép f/1.5-f/2.4 và cảm biến ToF 3D (chỉ Note10+). Cả hai có dung lượng pin lần lượt là 3500mAh và 4300mAh cùng sạc siêu nhanh 25W và 45W.

#### Galaxy Note10 Lite
Ngày 4/1/2020, phiên bản giá rẻ của siêu phẩm Note10 được ra mắt. Thiết bị này vẫn sở hữu thiết kế màn hình Infinity-O với kích thước 6.7 inch độ phân giải Full HD+ (1080×2400 pixel) cùng với công nghệ màn hình Super AMOLED. Đi cùng với Note10 Lite là 3 camera có cùng độ phân giải là 12MP vẫn có đầy đủ các chức năng như chụp góc rộng, góc siêu rộng 123°,...Mặt trước với camera độ phân giải cao 32MP. RAM của chiếc máy này có dung lượng là 6GB hoặc 8GB và bộ nhớ trong là 128GB. Bút S Pen vẫn không có gì thay đổi so với đàn anh Note10 hay Note10+. Tuy nhiên Note10 Lite lại sử dụng SoC Exynos 9810 đã từng có mặt trên các siêu phẩm của năm 2018 (S9, S9+, Note9) và đã bị ép xung. Thiết bị vẫn sẽ sử dụng bảo mật vân tay dưới màn hình. Đi cùng với đó là dung lượng pin 4500mAh cao nhất dòng Note và sạc siêu nhanh 25W.

#### Galaxy Note20 | Note20 Ultra (LTE | 5G)
Vào lúc 21 giờ tối (theo giờ Việt Nam) ngày 5 tháng 8, 2020; sự kiện Galaxy UNPACKED 2020 được diễn ra theo hình thức trực tuyến. Bộ đôi siêu phẩm đa nhiệm Galaxy Note20 | Note20 Ultra đã được ra mắt trong sự kiện này. Bộ đôi siêu phẩm mới này mang trên mình nhiều cải tiến ấn tượng, với bút S Pen được giảm đi độ trễ khi viết trên màn hình, lần lượt là 26ms với N20 và 9ms với N20 Ultra. Cả hai chiếc máy đều được sử dụng chip Exynos 990 7 nm+ (thị trường Việt Nam, châu Âu...) hoặc chip Snapdragon 865+ 5G 7 nm+ (thị trường Mỹ, Hồng Kông, Hàn Quốc, Nhật Bản và Trung Quốc). Note20 có màn hình phẳng 6.7", độ phân giải Full HD+ trên tấm nền Super AMOLED Plus, tốc độ làm tươi truyền thống 60 Hz. Note20 Ultra có màn hình 6.9", được làm cong nhẹ, độ phân giải Quad HD+ (tốc độ làm tươi 120 Hz với độ phân giải Full HD+) trên tấm nền Dynamic AMOLED 2X sử dụng công nghệ LTPO đầu tiên trên thế giới (có thể biến đổi tần số làm tươi từ 10 Hz đến 120 Hz). Bộ nhớ trong cho N20 là 256GB (LTE và 5G), 128GB (5G); N20 Ultra là 256GB/512GB (LTE và 5G), 128GB (5G). Bộ nhớ RAM cho N20 là 8GB, N20 Ultra là 8GB cho bản LTE và 12GB cho bản 5G. Viên pin của N20 có dung lượng 4300mAh và N20 Ultra là 4500mAh, cả hai đều có tốc độ sạc nhanh 25W. Điều khá đáng tiếc là Note20 sử dụng mặt lưng nhựa Polycarbonate vốn sẽ làm giảm sự sang trọng và cao cấp khi cầm trên tay. Trong khi đó, Note20 Ultra sử dụng mặt lưng được chế tác từ kính cường lực Gorilla Glass Victus mới nhất và bền bỉ nhất tại thời điểm đó (có thể chịu va đập ở độ cao 2 mét trở xuống). Camera trên bộ đôi này cũng tương tự như dòng Galaxy S20, với khả năng zoom đã được giảm xuống còn 50X trên N20 Ultra. Giá bán cho Note20 5G là 999$ và Note20 Ultra 5G là 1299$. Trong sự kiện, còn có sự trình làng của siêu phẩm màn hình gập Galaxy Z Fold2 (siêu phẩm này được giới thiệu chính thức tại Phần 2 của sự kiện UNPACKED, diễn ra vào 21 giờ tối(giờ Việt Nam ngày 1 tháng 9), bộ đôi dòng máy tính bảng Samsung Galaxy Tab S7, đồng hồ Samsung Galaxy Watch 3 và tai nghe Buds Live.

### Năm 2021 trở đi
Vào đầu năm 2021, Samsung cho ra mắt dòng Galaxy S21 trong đó phiên bản Galaxy S21 Ultra sở hữu màn hình to ngang các sản phẩm Galaxy Note trước đây và đặc biệt là có hỗ trợ cả bút S-Pen(bán riêng), điều chưa từng có tiền lệ ở bất cứ dòng điện thoại Samsung Galaxy nào khác ngoài dòng Note hay các dòng máy tính bảng của Samsung. Khoảng 7 tháng sau đó, Samsung cho ra mắt Galaxy Z Fold3, một thiết bị với màn hình dẻo có khả năng mở rộng từ điện thoại thông minh thông thường sang máy tính bảng cỡ nhỏ, đi kèm với bút S-Pen đặc biệt cho màn hình dẻo (bán riêng kèm bao da). Cả hai lần ra mắt trên đã khiến rộ lên tin đồn rằng Samsung đang có ý định ngừng sản xuất dòng Galaxy Note/ngừng sản xuất sản phẩm mới dưới tên Galaxy Note trong tương lai gần. Những tin đồn tương tự thực tế cũng đã xuất hiện từ tận những năm 2016, khi dòng sản phẩm điện thoại cao cấp khác của hãng, Galaxy S đã có những phiên bản to ngang, thậm chí là hơn Galaxy Note. Song song cũng là khi kích thước màn hình to đang ngày càng phổ biến trên nhiều smartphone trên thị trường, khiến điểm nổi bật duy nhất của dòng Galaxy Note từ đó đến hiện tại chỉ là cây bút S-Pen. Sự khác biệt giữa Galaxy S và Note ngày càng rút gọn, và đỉnh điểm là năm 2020, dòng Samsung Galaxy S20 ra mắt đầu năm và dòng Samsung Galaxy Note 20 ra mắt cuối năm có cấu hình, kích cỡ y hệt nhau cũng như có thêm sự xuất hiện của dòng máy gập hoàn toàn mới Samsung Galaxy Z series đã khiến cho doanh số của cả hai dòng Galaxy S và Note năm đó không thực sự ấn tượng. Sau tất cả những điều trên, năm 2021 Samsung đã cho ra đời hai sản phẩm trên, như là bước đầu để tái thiết lập lại dải sản phẩm cao cấp của hãng, nhằm tăng doanh thu và doanh số. Năm 2022 chứng kiến việc dòng Galaxy Note đã chính thức tạm dừng, khi dòng Samsung Galaxy S22 ra mắt, với phiên bản S22 Ultra có thiết kế vuông vắn đặc trưng của dòng Note, đi kèm với bút S-Pen trang bị sẵn trong thân máy. Sự tái thiết lập lại với việc "kết hợp" giữa dòng S và Note bước đầu đã đem lại hiệu quả, khi tại quê nhà Hàn Quốc, Samsung khi nhận lượng đặt trước cao nhất cho dòng smartphone cao cấp của hãng trong vòng 5 năm trở lại đây, và tính tới tháng 7 năm 2022, tức khoảng 5 tháng kể từ khi mở bán, nhiều nguồn tin báo cáo hãng đã bán được gần 11 triệu chiếc S22 Ultra tính riêng, ước tính chiếm khoảng 40 đến 80 phần trăm lượng máy của dòng S22 bán ra.

### Máy tính bảng

#### Samsung Galaxy Note

##### Galaxy Note 8.0
Tại Mobile World Congress 2013, Samsung công bố Galaxy Note 8.0. Với màn hình 8 inch và sử dụng vi xử lý 1.6 GHz, giống như Galaxy Note 10.1, hỗ trợ Samsung S-Pen.

##### Galaxy Note 10.1
Tại Mobile World Congress 2012, Samsung công bố Galaxy Note 10.1, như bản thay thế cho Galaxy Tab 10.1. Với màn hình 10.1 inch và sử dụng vi xử lý lõi tứ 1.4 GHz, hỗ trợ Samsung S-Pen như Galaxy Note truyền thống.

##### Galaxy Note 10.1 2014 Edition
Tại sự kiện Samsung Unpacked phần 2 2013 tại Berlin và New York, Samsung công bố sự kế nhiệm cho máy tính bảng Galaxy Note 10.1 inch được gọi là Galaxy Note 10.1 2014 Edition. Giống như người tiền nhiệm, nó sở hữu màn hình 10.1 inch và hỗ trợ mới nhất từ Samsung S-Pen có thể nhìn thấy trên Note III và sao chép gợi ý thiết kế cho các phiên bản cấp thấp khác Samsung Galaxy Tab 3 10.1 mà cách bố trí thiết kế được sử dụng từ Samsung Galaxy S4.

#### Samsung Galaxy Note Pro

##### Galaxy Note Pro 12.2
Tại CES 2014 ở Las Vegas, Samsung công bố dòng máy tính bảng Pro bao gồm máy tính bảng Samsung Galaxy Note Pro lớn hơn với màn hình 12.2 inch và hỗ trợ bút S-Pen giống như Samsung Galaxy Note 10.1 2014 Edition. Thiết kế khéo léo tương tự như dòng Samsung Galaxy Note 10.1 2014 Edition với thiết kế tiêu chuẩn mặt sau được Samsung làm giả da.

## Các thiết bị Samsung khác được trang bị bút S-Pen

### Galaxy Tab
Được phát hành cùng với các mẫu Tab A 8.0 và 9.7 thông thường vào năm 2015, một mẫu Tab A 9.7 được trang bị bút S-Pen đã xuất hiện, biến nó thành thiết bị Samsung Galaxy đầu tiên được trang bị bút cảm ứng Samsung ngoài dòng Note. Samsung tiếp tục phát triển và ra mắt những mẫu máy Galaxy Tab A có trang bị bút S-Pen những năm sau đó, với sản phẩm Galaxy Tab A gần đây nhất đi kèm bút S-Pen là phiên bản Galaxy Tab A 8.0 kèm bút S-Pen. Năm 2017 Samsung đã phát hành một thiết bị máy tính bảng Galaxy Tab hỗ trợ S-Pen đáng chú ý, Tab S3, thuộc dòng máy tính bảng cao cấp chính thức Galaxy Tab S của Samsung. Vào ngày 1 tháng 8 năm 2018, Samsung đã ra mắt máy tính bảng mới: Samsung Galaxy Tab S4. Vào ngày 31 tháng 7 năm 2019, Samsung cho ra mắt mẫu máy tính bảng cao cấp tiếp theo thuộc dòng Galaxy Tab S có trang bị bút cảm ứng, Galaxy Tab S6. 
Năm 2020 chứng kiến sự ra mắt phiên bản giá rẻ Galaxy Tab S6 Lite và dòng Samsung Galaxy Tab S7 gồm Tab S7 và Tab S7+ với bút S-Pen được cải tiến khi độ trễ lúc viết giảm xuống chỉ còn 9ms. Ngày 25 tháng 5 năm 2021 Samsung cho ra mắt phiên bản giá rẻ Galaxy Tab S7 FE với bút S-Pen với độ trễ không được tối ưu, tăng lên 26ms. Dòng Samsung Galaxy Tab S8 ra mắt ngày 9 tháng 2 năm 2021, với bút S-Pen trên Tab S8 và Tab S8 Ultra được tiếp tục cải thiện, cho độ trễ giảm xuống chỉ còn 2.8 ms.

### Galaxy S22 Ultra
Ra mắt tại sự kiện Galaxy Unpacked của Samsung vào ngày 9 tháng 2 năm 2022, dòng điện thoại này là sự kế thừa của Galaxy S21 series và Galaxy Note 20 series. Tuy mang tên gọi là chiếc máy kế nhiệm của Galaxy S21 Ultra trước đó nhưng S22 Ultra lại có thiết kế vuông vức đặc trưng của dòng Note, đi kèm với bút S-Pen trang bị sẵn trong thân máy, khác biệt hoàn toàn so với hai phiên bản S22 và S22+ cùng dòng.

## So sánh
Bảng này chủ yếu cho thấy sự khác biệt giữa các sản phẩm trong gia đình dòng Galaxy Note. Danh sách chỉ bao gồm thiết bị mở khóa và bản quốc tế.

### Điện thoại
|                              | Galaxy Note/ Galaxy Note LTE (GT-N7000/3G) (GT-N7005/LTE)                     | Galaxy Note II (GT-N7100/3G) (GT-N7105/LTE)                                   | Galaxy Note 3 (SM-N9000/3G) (SM-N9005/LTE)                                                                      | Galaxy Note 3 Neo (SM-N750x)                                                  | Galaxy Note 4 (SM-N910x)                                                                                         | Galaxy Note Edge (SM-N915x)                                                                                 | Galaxy Note 5 (SM-N920x)                                                                                    | Galaxy Note 7 (SM-N930x)                                                                              | Galaxy Note FE (SM-N935x)                                                     | Galaxy Note 8 (SM-N950x) | Galaxy Note 9 (SM-N960x) | Galaxy Note 10 (SM-N970x) | Galaxy Note 10+ (SM-N975x) | Galaxy Note 10 Lite (SM-N770F) | Galaxy Note 20 (SM-N980x) | Galaxy Note 20 Ultra (SM-N985x) |
| ---------------------------- | ----------------------------------------------------------------------------- | ----------------------------------------------------------------------------- | --- | ----------------------------------------------------------------------------- | --- | --- | --- | --- | ----------------------------------------------------------------------------- | --- | --- | --- | --- | --- | --- | --- |
| Ngày công bố                 | tháng 9 năm 2011                                                              | tháng 8 năm 2012                                                              | tháng 9 năm 2013                                                                                                | tháng 2 năm 2014                                                              | tháng 9 năm 2014                                                                                                 | tháng 9 năm 2014                                                                                            | tháng 8 năm 2015                                                                                            | tháng 8 năm 2016                                                                                      | tháng 7 năm 2017                                                              | tháng 8 năm 2017 | tháng 7 năm 2018 | tháng 8 năm 2019 | tháng 8 năm 2019 | tháng 1 năm 2020 | tháng 8 năm 2020 | tháng 8 năm 2020 |
| Ngày phát hành               | tháng 10 năm 2011                                                             | tháng 9 năm 2012                                                              | tháng 9 năm 2013                                                                                                | tháng 3 năm 2014                                                              | tháng 10 năm 2014                                                                                                | tháng 11 năm 2014                                                                                           | tháng 8 năm 2015                                                                                            | tháng 9 năm 2016                                                                                      | tháng 7 năm 2017                                                              | tháng 9 năm 2017 | tháng 8 năm 2018 | tháng 8 năm 2019 | tháng 8 năm 2019 | tháng 1 năm 2020 | tháng 8 năm 2020 | tháng 8 năm 2020 |
| Kích thước                   | H 146,9 mm (5,78 in)                                                          | H 151,1 mm (5,95 in)                                                          | H 151,2 mm (5,95 in)                                                                                            | H 148,4 mm (5,84 in)                                                          | H 153,5 mm (6,04 in)                                                                                             | H 151,3 mm (5,96 in)                                                                                        | H 153,2 mm (6,03 in)                                                                                        | H 153,5 mm (6,04 in)                                                                                  | H 153,5 mm (6,04 in)                                                          | H 162,5 mm (6,40 in) | H 161,9 mm (6,37 in) | H 151 mm (5,94 in) | H 162,3 mm (6,39 in) | H 163,7 mm (6,44 in) | H 161,6 mm (6,36 in) | H 164,8 mm (6,49 in) |
| Kích thước                   | W 83 mm (3,27 in)                                                             | W 80,5 mm (3,17 in)                                                           | W 79,2 mm (3,12 in)                                                                                             | W 77,4 mm (3,05 in)                                                           | W 78,6 mm (3,09 in)                                                                                              | W 82,4 mm (3,24 in)                                                                                         | W 76,1 mm (3,00 in)                                                                                         | W 73,9 mm (2,91 in)                                                                                   | W 73,9 mm (2,91 in)                                                           | W 74,8 mm (2,94 in) | W 76,4 mm (3,01 in) | W 71,8 mm (2,83 in) | W 77,2 mm (3,04 in) | W 76,1 mm (3,00 in) | W 75,2 mm (2,96 in) | W 77,2 mm (3,04 in) |
| Kích thước                   | D 9,7 mm (0,38 in)                                                            | D 9,4 mm (0,37 in)                                                            | D 8,3 mm (0,33 in)                                                                                              | D 8,6 mm (0,34 in)                                                            | D 8,5 mm (0,33 in)                                                                                               | D 8,3 mm (0,33 in)                                                                                          | D 7,6 mm (0,30 in)                                                                                          | D 7,9 mm (0,31 in)                                                                                    | D 7,9 mm (0,31 in)                                                            | D 8,6 mm (0,34 in) | D 8,8 mm (0,35 in) | D 7,9 mm (0,31 in) | D 7,9 mm (0,31 in) | D 8,7 mm (0,34 in) | D 8,3 mm (0,33 in) | D 8,1 mm (0,32 in) |
| Trọng lượng                  | 178 g (6,3 oz)                                                                | 180 g (6,3 oz)                                                                | 168 g (5,9 oz)                                                                                                  | 163 g (5,7 oz)                                                                | 176 g (6,2 oz)                                                                                                   | 174 g (6,1 oz)                                                                                              | 171 g (6,0 oz)                                                                                              | 169 g (6,0 oz)                                                                                        | 167 g (5,9 oz)                                                                | 195 g (6,9 oz) | 201 g (7,1 oz) | 168 g (5,9 oz) | 196–198 g (6,9–7,0 oz) | 199 g (7,0 oz) | 192–194 g (6,8–6,8 oz) | 208 g (7,3 oz) |
| Hệ điều hành Android         | 2.3.6 Gingerbread                                                             | 4.1.1 Jelly Bean                                                              | 4.3 Jelly Bean                                                                                                  | 4.3 Jelly Bean                                                                | 4.4.4 KitKat | 4.4.4 KitKat                                                                                                | 5.1.1 Lollipop                                                                                              | 6.0.1 Marshmallow                                                                                     | 7.0 Nougat                                                                    | 7.1.1 Nougat | 8.1.0 Oreo | 9.0 | 9.0 | 10.0 | 10.0 | 10.0 |
| Có thể nâng cấp lên          | 4.1.2 Jelly Bean                                                              | 4.4.2 KitKat                                                                  | 5.0 Lollipop | 5.1.1 Lollipop                                                                | 6.0.1 Marshmallow                                                                                                | 6.0.1 Marshmallow                                                                                           | 7.0 Nougat                                                                                                  | 6.0.1 Marshmallow                                                                                     | 9.0 Pie                                                                       | 9.0 Pie | 10.0 | 11.0 | 11.0 | 11.0 | 13.0 | 13.0 |
|                              | Galaxy Note/ Galaxy Note LTE (GT-N7000/3G) (GT-N7005/LTE)                     | Galaxy Note II (GT-N7100/3G) (GT-N7105/LTE)                                   | Galaxy Note 3 (SM-N9000/3G) (SM-N9005/LTE)                                                                      | Galaxy Note 3 Neo (SM-N750x)                                                  | Galaxy Note 4 (SM-N910x)                                                                                         | Galaxy Note Edge (SM-N915x)                                                                                 | Galaxy Note 5 (SM-N920x)                                                                                    | Galaxy Note 7 (SM-N930x)                                                                              | Galaxy Note FE (SM-N935x)                                                     | Galaxy Note 8 (SM-N950x) | Galaxy Note 9 (SM-N960x) | Galaxy Note 10 (SM-N970x) | Galaxy Note 10+ (SM-N975x) | Galaxy Note 10 Lite (SM-N770F) | Galaxy Note 20 (SM-N980x) | Galaxy Note 20 Ultra (SM-N985x) |
| Màn hình                     | 5.3-inch HD WXGA (800x1280) Super AMOLED (285 ppi)                            | 5.55-inch HD 720p (720x1280) Super AMOLED Plus (265 ppi)                      | 5.7-inch Full HD 1080p (1080x1920) Super AMOLED (387 ppi)                                                       | 5.5-inch HD 720p (720x1280) Super AMOLED (267 ppi)                            | 5.7-inch Quad HD 1440p (1440x2560) Super AMOLED (515 ppi)                                                        | 5.6-inch Quad HD+ 1440p + 160p edge (1600x2560) Super AMOLED (539 ppi)                                      | 5.7-inch Quad HD 1440p (1440x2560) Super AMOLED (515 ppi)                                                   | 5.7-inch Quad HD 1440p (1440x2560) Super AMOLED (515 ppi)                                             | 5.7-inch Quad HD 1440p (1440x2560) Super AMOLED (515 ppi)                     | 6,3 in (160 mm) QHD+ Super AMOLED 2960 x 1440 1440p (521 ppi)                                                                                           | 6,4 in (160 mm) QHD+ Super AMOLED 2960 x 1440 1440p (516 ppi) | 6,3 in (160 mm) FHD+ Super AMOLED 2280 x 1080 1080p (401 ppi) | 6,8 in (170 mm) QHD+ Dynamic Super AMOLED 3040 x 1440 1440p (498 ppi) | 6,7 in (170 mm) FHD+ Super AMOLED 2400 x 1080 1080p (394 ppi) | 6,7 in (170 mm) FHD+ Super AMOLED Plus 2400 x 1080 1080p (393 ppi) | 6,9 in (180 mm) QHD+ Dynamic AMOLED 2X 3088 x 1440 1440p (496 ppi) |
| Air View                     | No                                                                            | Chỉ bút stylus                                                                | Stylus và ngón tay                                                                                              | Chỉ bút stylus                                                                | Chỉ bút stylus                                                                                                   | Chỉ bút stylus                                                                                              | Chỉ bút stylus                                                                                              | Chỉ bút stylus                                                                                        | Chỉ bút stylus                                                                | Chỉ bút stylus | Chỉ bút stylus | Chỉ bút stylus | Chỉ bút stylus | Chỉ bút stylus | Chỉ bút stylus | Chỉ bút stylus |
| SoC                          | Samsung Exynos 4210                                                           | Samsung Exynos 4412 Quad                                                      | Samsung Exynos 5 Octa 5420 (LTE Cat4 or 6 version) Qualcomm Snapdragon 800 (LTE Cat6 version)                   | Samsung Exynos 5 Hexa 5260                                                    | Samsung Exynos 5433 (LTE/LTE-A) or Snapdragon 805 (LTE Cat 6)                                                    | Qualcomm Snapdragon 805                                                                                     | Exynos 7 Octa 7420                                                                                          | - Global: Exynos 8890 - USA and China: Qualcomm Snapdragon 820                                        | Exynos 8890                                                                   | - Global: Exynos 8895 - USA and China: Qualcomm Snapdragon 835                                                                                          | - Global: Exynos 9810 - USA and China: Qualcomm Snapdragon 845 | - Global: Exynos 9825 - USA and China: Qualcomm Snapdragon 855 | - Global: Exynos 9825 - USA and China: Qualcomm Snapdragon 855 | Exynos 9810 | - Global: Exynos 990 - USA and China: Qualcomm Snapdragon 865+ | - Global: Exynos 990 - USA and China: Qualcomm Snapdragon 865+ |
| CPU                          | 1.4 GHz dual-core ARM Cortex-A9                                               | 1.6 GHz quad-core ARM Cortex-A9                                               | 1.9 GHz quad-core ARM Cortex-A15 & 1.3 GHz quad-core ARM Cortex-A7 (3G) or 2.3 GHz quad-core Krait 400 (4G/LTE) | 1.7 GHz dual-core ARM Cortex-A15 & 1.3 GHz quad-core ARM Cortex-A7            | 1.9 GHz quad-core Cortex-A57 & 1.3 GHz quad-core Cortex-A53 (Exynos) or 2.7 GHz quad-core Krait 450 (Snapdragon) | 2.7 GHz quad-core Krait 450                                                                                 | 1.5 GHz quad-core Cortex-A53 2.1 GHz quad-core Cortex-A57                                                   | - Exynos: 4×23 GHz Mongoose & 4×16 GHz) Cortex-A53 - Snapdragon: Octa-core (4×24 GHz & 4×20 GHz) Kryo | 4×23 GHz Mongoose & 4×16 GHz) Cortex-A53                                      | - Exynos: Octa-core (4×23 GHz M2 Mongoose & 4×17 GHz) Cortex-A53 (GTS) - Snapdragon: Octa-core (4×235 GHz & 4×19 GHz) Kryo                              | - Exynos: Octa-core (4×27 GHz M3 Mongoose & 4×18 GHz) Cortex-A55 - Snapdragon: Octa-core (4×28 GHz & 4×17 GHz) Kryo                                                  | - Exynos: Octa-core (2×27 GHz M4 Mongoose & 2×24 GHz Cortex-A75 & 4×19 GHz Cortex-A55) - Snapdragon: Octa-core (1×28 GHz & 3×24 GHz & 4×17 GHz) Kryo                                         | - Exynos: Octa-core (2×27 GHz M4 Mongoose & 2×24 GHz Cortex-A75 & 4×19 GHz Cortex-A55) - Snapdragon: Octa-core (1×28 GHz & 3×24 GHz & 4×17 GHz) Kryo                                                      | Octa-core (4×27 GHz M3 Mongoose & 4×18 GHz) Cortex-A55 | - Exynos: Octa-core (2×273 GHz M5 Mongoose & 2×25 GHz Cortex-A76 & 4×20 GHz Cortex-A55) - Snapdragon: Octa-core (1×30 GHz & 3×242 GHz & 4×18 GHz) Kryo                                                        | - Exynos: Octa-core (2×273 GHz M5 Mongoose & 2×25 GHz Cortex-A76 & 4×20 GHz Cortex-A55) - Snapdragon: Octa-core (1×30 GHz & 3×242 GHz & 4×18 GHz) Kryo                                                          |
| GPU                          | ARM Mali-400MP4 · (266 MHz)                                                   | ARM Mali-400MP4 · (400 MHz)                                                   | ARM Mali-T628MP6 (3G version) (@600 MHz) or Adreno 330 (LTE version) (@450 MHz)                                 | ARM Mali-T624 (400 MHz)                                                       | ARM Mali T760 (Exynos) or Adreno 420 (Snapdragon)                                                                | Adreno 420                                                                                                  | Mali-T760 MP8                                                                                               | - Exynos: ARM Mali-T880 MP12 - Snapdragon: Adreno 530                                                 | ARM Mali-T880 MP12                                                            | - Exynos: Mali-G71 MP20 - Snapdragon: Adreno 540 | - Exynos: Mali-G72 MP18 - Snapdragon: Adreno 630 | - Exynos: Mali-G76 MP12 - Snapdragon: Adreno 640 | - Exynos: Mali-G76 MP12 - Snapdragon: Adreno 640 | Mali-G72 MP18 | - Exynos: Mali-G77 MP11 - Snapdragon: Adreno 650 | - Exynos: Mali-G77 MP11 - Snapdragon: Adreno 650 |
| RAM (GB)                     | 1 GB                                                                          | 2 GB                                                                          | 3 GB | 2 GB                                                                          | 3 GB | 3 GB | 4 GB | 4 GB                                                                                                  | 4 GB                                                                          | 6 GB | 6 or 8 GB | 8 GB | 12 GB | 6 or 8 GB | 8 GB | 12 GB |
| Bộ nhớ trong (GB)            | 16 or 32                                                                      | 16/32/64                                                                      | 16/32/64 | 16 or 32                                                                      | 32 | 32 or 64 | 32/64/128                                                                                                   | 64 | 64                                                                            | 64/128/256 | 128/512 | 256 | 256/512 | 128 | 128/256 | 128/256/512 |
| Mở rộng bộ nhớ               | microSD slot (Lên đến 64 GB)                                                  | microSD slot (Lên đến 64 GB)                                                  | microSD slot (Lên đến 64 GB)                                                                                    | microSD slot (Lên đến 64 GB)                                                  | microSD slot (Lên đến 128 GB)                                                                                    | microSD slot (Lên đến 128 GB)                                                                               | Không | microSDXC (Lên đến 1 TB)                                                                              | microSDXC (Lên đến 256 GB)                                                    | microSDXC (Lên đến 1 TB) | microSDXC (Lên đến 1 TB) | No | microSDXC (Lên đến 1 TB) | microSDXC (Lên đến 1 TB) | No | microSDXC (Lên đến 1 TB) |
| 2G GSM/GPRS/EDGE             | 850/900/1,800/1,900 MHz                                                       | 850/900/1,800/1,900 MHz                                                       | 850/900/1,800/1,900 MHz                                                                                         | 850/900/1,800/1,900 MHz                                                       | 850/900/1,800/1,900 MHz                                                                                          | 850/900/1,800/1,900 MHz                                                                                     | 850/900/1,800/1,900 MHz                                                                                     | 850/900/1,800/1,900 MHz                                                                               | 850/900/1,800/1,900 MHz                                                       | 850/900/1,800/1,900 MHz | 850/900/1,800/1,900 MHz | 850/900/1,800/1,900 MHz | 850/900/1,800/1,900 MHz | 850/900/1,800/1,900 MHz | 850/900/1,800/1,900 MHz | 850/900/1,800/1,900 MHz |
| 3G WCDMA/HSPA                | Có                                                                            | Có                                                                            | Có | Có                                                                            | Có | Có | Có | Có | Có                                                                            | Có | Có | Có | Có | Có | Có | Có |
| 4G LTE                       | Lựa chọn                                                                      | Lựa chọn                                                                      | Lựa chọn | Lựa chọn                                                                      | Lựa chọn | Lựa chọn | Có | Có | Có                                                                            | Có | Có | Có | Có | Có | Có | Có |
| 5G                           | Không                                                                         | Không                                                                         | Không | Không                                                                         | Không | Không | Không | Không                                                                                                 | Không                                                                         | Không | Không | Lựa chọn | Lựa chọn | No | Lựa chọn | Lựa chọn |
| eSIM                         | Không                                                                         | Không                                                                         | Không | Không                                                                         | Không | Không | Không | Không                                                                                                 | Không                                                                         | Không | Không | Không | Không | Không | Có | Có |
| WiFi                         | 802.11a/b/g/n                                                                 | 802.11a/b/g/n                                                                 | 802.11a/b/g/n/ac                                                                                                | 802.11a/b/g/n                                                                 | 802.11a/b/g/n/ac                                                                                                 | 802.11a/b/g/n/ac                                                                                            | 802.11a/b/g/n/ac                                                                                            | 802.11a/b/g/n/ac                                                                                      | 802.11a/b/g/n/ac                                                              | 802.11a/b/g/n/ac | 802.11a/b/g/n/ac | 802.11a/b/g/n/ac/ax | 802.11a/b/g/n/ac/ax | 802.11a/b/g/n/ac/ax | 802.11a/b/g/n/ac/6 | 802.11a/b/g/n/ac/6 |
| WLAN                         | Wi-Fi hotspot, Wi-Fi Direct, DLNA                                             | Wi-Fi hotspot, Wi-Fi Direct, DLNA                                             | Wi-Fi hotspot, Wi-Fi Direct, DLNA                                                                               | Wi-Fi hotspot, Wi-Fi Direct, DLNA                                             | Wi-Fi hotspot, Wi-Fi Direct, DLNA(Cert. not listed)                                                              | Wi-Fi hotspot, Wi-Fi Direct, DLNA(Cert. not listed)                                                         | Wi-Fi hotspot, Wi-Fi Direct, DLNA                                                                           | Wi-Fi hotspot, Wi-Fi Direct, DLNA                                                                     | Wi-Fi hotspot, Wi-Fi Direct, DLNA                                             | Wi-Fi hotspot, Wi-Fi Direct, DLNA | Wi-Fi hotspot, Wi-Fi Direct, DLNA | Wi-Fi hotspot, Wi-Fi Direct, DLNA | Wi-Fi hotspot, Wi-Fi Direct, DLNA | Wi-Fi hotspot, Wi-Fi Direct, DLNA | Wi-Fi hotspot, Wi-Fi Direct, DLNA | Wi-Fi hotspot, Wi-Fi Direct, DLNA |
| Bluetooth                    | 3.0+HS                                                                        | 4.0+LE                                                                        | 4.0+LE | 4.0+LE                                                                        | 4.0+LE | 4.0+LE | 4.2+LE | 4.2+LE                                                                                                | 4.2+LE                                                                        | 5.0 (LE Lên đến 2Mbit/s) | 5.0 (LE Lên đến 2Mbit/s) | 5.0 (LE Lên đến 2Mbit/s) | 5.0 (LE Lên đến 2Mbit/s) | 5.0 (LE Lên đến 2Mbit/s) | 5.0 (LE Lên đến 2Mbit/s) | 5.0 (LE Lên đến 2Mbit/s) |
| Kết nối                      | Hỗ trợ HDMI                                                                   | Hỗ trợ HDMI NFC                                                               | Hỗ trợ HDMI NFC                                                                                                 | Hỗ trợ HDMI NFC                                                               | Hỗ trợ HDMI NFC                                                                                                  | Hỗ trợ HDMI NFC                                                                                             | NFC | NFC                                                                                                   | NFC                                                                           | NFC | NFC | NFC | NFC | NFC | NFC | NFC |
|                              | Galaxy Note/ Galaxy Note LTE (GT-N7000/3G) (GT-N7005/LTE)                     | Galaxy Note II (GT-N7100/3G) (GT-N7105/LTE)                                   | Galaxy Note 3 (SM-N9000/3G) (SM-N9005/LTE)                                                                      | Galaxy Note 3 Neo (SM-N750x)                                                  | Galaxy Note 4 (SM-N910x)                                                                                         | Galaxy Note Edge (SM-N915x)                                                                                 | Galaxy Note 5 (SM-N920x)                                                                                    | Galaxy Note 7 (SM-N930x)                                                                              | Galaxy Note FE (SM-N935x)                                                     | Galaxy Note 8 (SM-N950x) | Galaxy Note 9 (SM-N960x) | Galaxy Note 10 (SM-N970x) | Galaxy Note 10+ (SM-N975x) | Galaxy Note 10 Lite (SM-N770F) | Galaxy Note 20 (SM-N980x) | Galaxy Note 20 Ultra (SM-N985x) |
| Cổng USB                     | microUSB Standard 5-pin 2.0 (Via MHL)                                         | microUSB Standard 5-pin 2.0 (Via MHL)                                         | microUSB Type B 3.0 (Via MHL 2)                                                                                 | microUSB Standard 5-pin 2.0 (Via MHL)                                         | microUSB Type B 2.0 (Via MHL 2)                                                                                  | microUSB Type B 2.0 (Via MHL 2)                                                                             | microUSB Standard 5-pin 2.0 (Via MHL)                                                                       | 3.1, Type-C 1.0 Đầu kết nối có thể đảo ngược                                                          | 3.1, Type-C 1.0 Đầu kết nối có thể đảo ngược                                  | 3.1, Type-C 1.0 Đầu kết nối có thể đảo ngược | 3.1, Type-C 1.0 Đầu kết nối có thể đảo ngược | 3.1, Type-C 1.0 Đầu kết nối có thể đảo ngược | 3.1, Type-C 1.0 Đầu kết nối có thể đảo ngược | 2.0, Type-C 1.0 Đầu kết nối có thể đảo ngược | 3.1, Type-C 1.0 Đầu kết nối có thể đảo ngược | 3.1, Type-C 1.0 Đầu kết nối có thể đảo ngược |
| USB OTG                      | Supported                                                                     | Supported                                                                     | Supported | Supported                                                                     | Supported | Supported                                                                                                   | Supported                                                                                                   | Supported                                                                                             | Supported                                                                     | Supported | Supported | Supported | Supported | Supported | Supported | Supported |
| Cảm biến cơ bản              | Accelerometer, 3-axis Gyroscope, Proximity, Ambient Light, Compass, Barometer | Accelerometer, 3-axis Gyroscope, Proximity, Ambient Light, Compass, Barometer | Accelerometer, 3-axis Gyroscope, Proximity, Ambient Light, Compass, Barometer                                   | Accelerometer, 3-axis Gyroscope, Proximity, Ambient Light, Compass, Barometer | Accelerometer, 3-axis Gyroscope, Proximity, Ambient Light, Compass, Barometer                                    | Accelerometer, 3-axis Gyroscope, Proximity, Ambient Light, Compass, Barometer                               | Accelerometer, 3-axis Gyroscope, Proximity, Ambient Light, Compass, Barometer                               | Accelerometer, 3-axis Gyroscope, Proximity, Ambient Light, Compass, Barometer                         | Accelerometer, 3-axis Gyroscope, Proximity, Ambient Light, Compass, Barometer | Accelerometer, 3-axis Gyroscope, Proximity, Ambient Light, Compass, Barometer                                                                           | Accelerometer, 3-axis Gyroscope, Proximity, Ambient Light, Compass, Barometer                                                                                        | Accelerometer, 3-axis Gyroscope, Proximity, Ambient Light, Compass, Barometer | Accelerometer, 3-axis Gyroscope, Proximity, Ambient Light, Compass, Barometer | No Barometer | Accelerometer, 3-axis Gyroscope, Proximity, Ambient Light, Compass, Barometer | Accelerometer, 3-axis Gyroscope, Proximity, Ambient Light, Compass, Barometer |
| Cảm biến bổ sung             | -                                                                             | Magnetometer GLONASS                                                          | Temperature Humidity Gesture Magnetometer GLONASS, self-capacitive touch                                        | Magnetometer GLONASS                                                          | Gesture Geo-magnetic RGB ambient light GLONASS Hall Sensor, Finger Scanner, Note 4 only: Ultraviolet sensor      | Gesture Geo-magnetic RGB ambient light GLONASS Hall Sensor, Finger Scanner, Note 4 only: Ultraviolet sensor | Gesture Geo-magnetic RGB ambient light GLONASS Hall Sensor, Finger Scanner, Note 4 only: Ultraviolet sensor | Cảm biến mống mắt, vân tay, nhịp tim, SpO2                                                            | Cảm biến mống mắt, vân tay, nhịp tim, SpO2                                    | Cảm biến mống mắt, vân tay, nhịp tim, SpO2 | Cảm biến mống mắt, vân tay, nhịp tim, SpO2 | Cảm biến vân tay siêu âm | Cảm biến vân tay siêu âm | Cảm biến vân tay quang học, Cảm biến Hall | Cảm biến vân tay siêu âm | Cảm biến vân tay siêu âm |
| Radio                        | Stereo FM radio Với RDS                                                       | Stereo FM radio Với RDS                                                       | Không | Không                                                                         | Không | Không | Không | Không                                                                                                 | Không                                                                         | Không | Không | Không | Không | Stereo FM radio Với RDS | No | No |
| Hỗ trợ ANT+                  | Không                                                                         | Có                                                                            | Có | Có                                                                            | Có | Có | Có | Có | Có                                                                            | Có | Có | Có | Có | Có | Có | Có |
| Camera phía sau (Quay video) | 8 MP (1080p HD)                                                               | 8 MP (1080p HD)                                                               | 13 MP (4K[4G/LTE version]) (1080p in 60fps)                                                                     | 8 MP (1080p HD)                                                               | 16 MP Smart OIS (4K at 30fps) (1080p HD at 60fps) (720p hd at 120fps)                                            | 16 MP Smart OIS (4K at 30fps) (1080p HD at 60fps) (720p hd at 120fps)                                       | 16 MP Smart OIS (4K at 30fps) (1080p HD at 60fps) (720p hd at 120fps)                                       | 12 MP f/1.7, Dual Pixel autofocus                                                                     | 12 MP f/1.7, Dual Pixel autofocus                                             | 12 MP Wide-angle f/1.7 Telephoto f/2.4 2× optical zoom, Dual OIS Với Dual Pixel autofocus. Video recording: 4K at 30fps, 1080p at 60fps, 720p at 240fps | 12 MP Wide-angle f/1.5-2.4 + 12 MP Telephoto f/2.4 2× optical zoom, Dual OIS Với Dual Pixel autofocus. Video recording: 4K at 60fps, 1080p at 240fps, 720p at 960fps | 12 MP Wide angle f/1.5-2.4 + 12 MP Telephoto f/2.1 + 16 MP Ultrawide f/2.2 2× optical zoom, Dual OIS Với Dual Pixel autofocus. Video recording: 4K at 60fps, 1080p at 240fps, 720p at 960fps | 12 MP Wide angle f/1.5-2.4 + 12 MP Telephoto f/2.1 + 16 MP Ultrawide f/2.2 + ToF 3D VGA 2× optical zoom, Dual OIS Với Dual Pixel autofocus. Video recording: 4K at 60fps, 1080p at 240fps, 720p at 960fps | 12 MP Wide angle f/1.7 + 12 MP Telephoto f/2.4 + 12 MP Ultrawide f/2.2 2× optical zoom, Dual OIS Với Dual Pixel autofocus. Video recording: 4K at 30fps, 1080p at 30/60fps, 720p at 960fps | 12 MP Wide angle f/1.8 + 64 MP Telephoto f/2.0 + 12 MP Ultrawide f/2.2 3× hybrid zoom, Dual OIS Với Dual Pixel autofocus. Video recording: 8K at 24fps, 4K at 30/60fps, 1080p at 30/60/240fps, 720p at 960fps | 108 MP Wide angle f/1.8 + 12 MP Telephoto f/3.0 + 12 MP Ultrawide f/2.2 5× optical zoom, Dual OIS Với Dual Pixel autofocus. Video recording: 8K at 24fps, 4K at 30/60fps, 1080p at 30/60/240fps, 720p at 960fps |
| Camera phía trước            | 2 MP (Quay video VGA)                                                         | 1.9 MP (Quay video 720p)                                                      | 2 MP (Quay video 1080p)                                                                                         | 2 MP (Quay video 1080p)                                                       | 3.7 MP Với f/1.9 (Quay video 1440p HD)                                                                           | 3.7 MP Với f/1.9 (Quay video 1440p HD)                                                                      | 5 MP (f/1.9,video 1440p HD)                                                                                 | 5 MP (f/1.7, Auto HDR)                                                                                | 5 MP (f/1.7, Auto HDR)                                                        | 8 MP, f/1.7, autofocus, 1/3.6" sensor size, 1.22 µm pixel size, 1440p at 30fps, dual video call, Auto HDR                                               | 8 MP, f/1.7, autofocus, 1/3.6" sensor size, 1.22 µm pixel size, 1440p at 30fps, dual video call, Auto HDR                                                            | 10 MP, f/2.2, autofocus, 1/3" sensor size, 1.22 µm pixel size, 2160p at 30fps, dual video call, Auto HDR                                                                                     | 10 MP, f/2.2, autofocus, 1/3" sensor size, 1.22 µm pixel size, 2160p at 30fps, dual video call, Auto HDR                                                                                                  | 32 MP, f/2.2, autofocus, 1/2.8" sensor size, 0.8 µm pixel size, 1080p at 30fps, HDR | 10 MP, f/2.2, autofocus, 1/3.2" sensor size, 1.22 µm pixel size, 2160p at 30/60fps, dual video call, Auto HDR                                                                                                 | 10 MP, f/2.2, autofocus, 1/3.2" sensor size, 1.22 µm pixel size, 2160p at 30/60fps, dual video call, Auto HDR                                                                                                   |
| Dung lượng pin               | 2,500 mAh                                                                     | 3,100 mAh                                                                     | 3,200 mAh | 3,100 mAh                                                                     | 3,220 mAh 3,000 mAh (Dual-SIM version)                                                                           | 3,000 mAh                                                                                                   | 3,000 mAh (Không thể tháo rời)                                                                              | 3,500 mAh (Không thể tháo rời)                                                                        | 3,200 mAh (Không thể tháo rời)                                                | 3,300 mAh (Không thể tháo rời) | 4,000 mAh (Không thể tháo rời) | 3,500 mAh (Không thể tháo rời) | 4,300 mAh (Không thể tháo rời) | 4,500 mAh (Không thể tháo rời) | 4,300 mAh (Không thể tháo rời) | 4,500 mAh (Không thể tháo rời) |
| Tốc độ sạc                   |                                                                               |                                                                               | |                                                                               | 15 Watts (via Qualcomm Quick Charge 2.0)                                                                         | 15 Watts (via Qualcomm Quick Charge 2.0)                                                                    | 15 Watts (via Qualcomm Quick Charge 2.0)                                                                    | 15 Watts (via Qualcomm Quick Charge 2.0)                                                              | 15 Watts (via Qualcomm Quick Charge 2.0)                                      | 15 Watts (via Qualcomm Quick Charge 2.0) | 15 Watts (via Qualcomm Quick Charge 2.0) | Tối đa 25 Watts (USB-PD) | Tối đa 45 Watts (USB-PD) | Tối đa 25 Watts (USB-PD) | Tối đa 25 Watts (USB-PD) | Tối đa 25 Watts (USB-PD) |
|                              | Galaxy Note/ Galaxy Note LTE (N7000/3G) (N7005/LTE)                           | Galaxy Note II (N7100/3G) (N7105/LTE)                                         | Galaxy Note 3 (N9000/3G) (N9005/LTE)                                                                            | Galaxy Note 3 Neo (N7500/3G) (N7505/LTE)                                      | Galaxy Note 4 (SM-N910x)                                                                                         | Galaxy Note Edge (SM-N915x)                                                                                 | Galaxy Note 5 (SM-N920x)                                                                                    | Galaxy Note 7 (SM-N930x)                                                                              | Galaxy Note FE (SM-N935x)                                                     | Galaxy Note 8 (SM-N950x) | Galaxy Note 9 (SM-N960x) | Galaxy Note 10 (SM-N970x) | Galaxy Note 10+ (SM-N975x) | Galaxy Note 10 Lite (SM-N770F) | Galaxy Note 20 (SM-N980x) | Galaxy Note 20 Ultra (SM-N985x) |

## Liên kết
Bản mẫu:Android phablets
Bản mẫu:Ebooks